# 蒙克拉尔 (上卢瓦尔省)
蒙克拉尔（法語：Montclard，法語發音：[mɔ̃klaʁ]）是法国上卢瓦尔省的一个市镇，位于该省西北部，属于布里尤德区。

## 地理
蒙克拉尔（45°15'47"N, 3°35'28"E）面积9.58 平方千米，位于法国奥弗涅-罗讷-阿尔卑斯大区上盧瓦爾省，该省份为法国中南部省份，北起多姆山省和卢瓦尔省，西接康塔爾省，南至洛泽尔省，东临阿尔代什省。
与蒙克拉尔接壤的市镇（或旧市镇、城区）包括：贝尔伯济、科拉、科南格勒、杜隆河畔圣迪迪耶、瑟努伊尔河畔圣帕勒、圣普雷热阿尔芒东、瓦尔斯勒沙斯泰勒。
蒙克拉尔的时区为UTC+01:00、UTC+02:00（夏令时）。

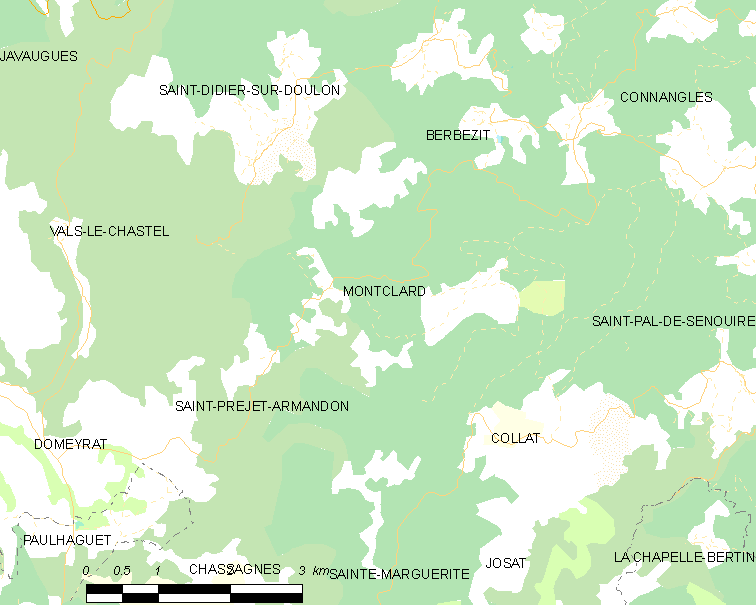
蒙克拉尔的OSM定位图

## 行政
蒙克拉尔的邮政编码为43230，INSEE市镇编码为43139。

## 政治
蒙克拉尔所属的省级选区为拉法耶特地区县。

## 交通
上卢瓦尔省省道D20线和D208线在境内交汇。

## 人口

1962-2008年间蒙克拉尔人口变化图示

蒙克拉尔于2022年1月1日时的人口数量为53人。